# Interpress Magazin
Az Interpress Magazin, vagy röviden IPM, havonta 128 oldalon megjelenő magyar ismeretterjesztő magazin, amely 1975 óta létezik. Céljának tekinti a tudomány megszerettetését és az olvasók tudásának fejlesztését, a fiatalok motiválását a tudományos munka iránt, mindezt lebilincselő, olvasmányos módon.

## Történet

### 1975-1994
Az Interpress Magazin kéthavi kiadványként indult 1975 januárjában cseh és magyar nyelven, hosszabb és rövidebb, elsősorban politikamentes, ismeretterjesztő jellegű cikkeket közölt, főként külföldi szerzőktől. A magyar nyelvű kiadás főszerkesztője és a folyóirat alapítója Ivanics István volt. A magazin ára indulásakor 14 forint volt, az egyéves előfizetés pedig 60 forintba került. A lap sikere hamar nyilvánvalóvá vált, hiszen a hazai piacon korábban nem volt jelen hasonló kiadvány. A növekvő népszerűséget mutatta, hogy egyre több hirdetés szerepelt benne és az 1975-ben megjelent 6 lapszám után 1976-ban és 1977-ben már hét lapszám jelent meg, míg végül 1978-tól Magyarországon már havilap lett (a cseh kiadvány továbbra is kéthavi maradt).
1976 utolsó hónapjaiban megjelent az IPM angol és német nyelvű különkiadása is, amelyek – korlátozott mennyiségben – megvásárolhatók voltak Magyarországon is. 1975 januárjában az IPM induló példányszáma 15 000 volt, 1976 májusában pedig már 71 000 példányban jelent meg. A lap legmagasabb példányszáma a nyolcvanas évek közepén 170 000 volt. 1978-tól az IPM lapszámait felváltva tervezte Helényi Tibor és Kemény György, a korszak két kiemelkedő grafikusa, akiknek számos legendás címlapot köszönhetünk. 1992-ben hozzájuk csatlakozott Hupján Mária grafikus is.

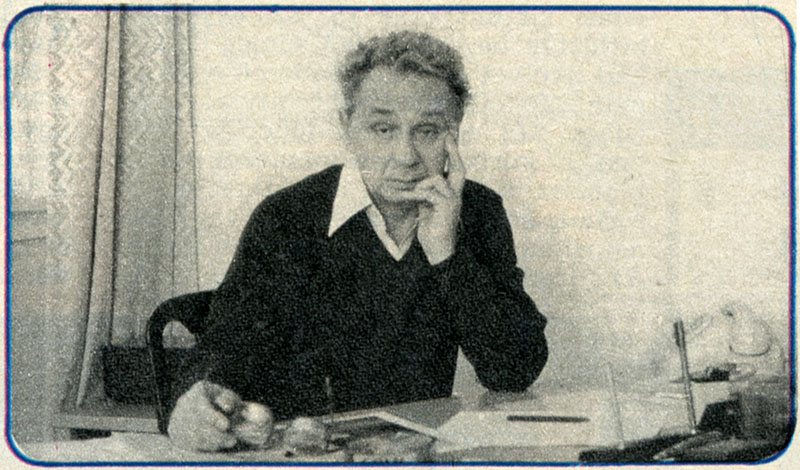
Ivanics István, az IPM alapító főszerkesztője (1989)

1988-ban kezdett el az IPM krimiket megjelentetni, előbb kalandos különszámok formájában, majd megindította az IPM Könyvtárat. Ennek keretében minden hónapban új krimit adott ki, hatalmas példányszámban. A televízió akkoriban még nem sugárzott sorozatban bűnügyi filmeket, a krimik iránt nagy volt az igény, és ezeknek ára – nyolcvan és száz forint között – még az átlagolvasó számára is megfizethető volt.
Az IPM első korszaka 1990 januárjában ért véget, amikor szerkesztőségi közlemény adta tudtul a lapban: „Ivanics Pista, a fáradhatatlan szervező, alapító, ötlet- és energiaforrás nyugdíjba megy”. Ettől kezdve a főszerkesztők gyorsuló ütemben váltották egymást, egészen a folyóirat 1994. áprilisi megszűnéséig.
A lap 1992. decemberi lapszámában a szerkesztői köszöntő már utalt arra, hogy az újság nehéz helyzetben volt, de bizakodva néztek a jövőbe. Azonban saját bevallásuk szerint a „túlzsúfolt magyar sajtópiac” megnehezítette a dolgukat, ami végül a lap megszűnéséhez vezetett. Pelle János a következők írja az IPM első korszakának sikeréről: „A közönséget vonzotta a szép kiállítású, politikamentes folyóirat, amelynek figyelemfelkeltő, igényesen tervezett borítója volt, és egyre több színes belső oldala. Az IPM példányszáma ahhoz képest, hogy havi periodikáról volt szó, példátlanul magas volt. A kommunista ideológiától mentes, szép kivitelű, nyereséges folyóirat előállítói előnyös lombikkörülmények között ismerkedtek meg a kapitalista sajtópiaci versennyel.”

### A kiadó és a titkosszolgálat
Az IPM kiadója a NÚSZ, vagyis a Nemzetközi Újságíró Szövetség volt, amelyet 1926-ban alapítottak, és amelynek szélesebb és demokratikus alapon való újjászervezéséről 1946-ban a koppenhágai nemzetközi újságíró-kongresszuson döntöttek. Pelle János, az IPM 2010. júniusi számában megjelent írásából kiderül, hogy a NÚSZ, a Béke Világtanácshoz és a Demokratikus Ifjúsági Világszövetséghez hasonlóan, a szovjet titkosszolgálat, a KGB közvetett irányítása alatt áll. „Nemcsak mint a nyugati közvéleményt a médián keresztül befolyásoló szervezet működött, hanem minden jel szerint aktív részt vállalt a harmadik világ kádereinek képzésében is. Egyértelműen erre utal, hogy szolidaritási iskolákat tartott fenn az európai szocialista országokon kívül Kubában, Vietnamban, Észak-Koreában és Irakban is. A NÚSZ „The Democratic Journalist” címmel folyóiratot jelentetett meg, nemcsak angolul, de franciául, spanyolul és oroszul is. A budapesti nemzetközi újságíró-iskolában a nyolcvanas években mintegy százhúszan dolgoztak, ebből a technikai személyzet 94 főt, a tanári kar 24 főt tett ki” – írta Pelle János.
Borvendég Zsuzsanna az IPM 2014. augusztusi számában foglalkozott az IPM kiadójának, a NÚSZ-nak a titkosszolgálathoz köthető múltjával: „A KGB egyik fedőszerveként, prágai központtal működő Nemzetközi Újságíró Szövetség (NÚSZ) magyarországi kirendeltsége, az Interpress Vállalat valószínűleg az ország egyik legnagyobb pénzmosodája volt. Vezetői a Tájékoztatási Hivatal megkerülésével, ezáltal a párt hivatalos ellenőrzése nélkül építettek ki egy egész kis sajtóbirodalmat, amelynek hatalmas bevétele egyedülállónak számított a világ más országaiban működő NÚSZ-szervezetek nyereségéhez képest. Magyarországon az Interpress irányítói ismerték fel elsőként az üzleti élet motorjának számító reklámok jelentőségét, és kiadványaikban nagy számban biztosítottak helyet a színes hirdetéseknek. A bevételek egy része Prágába, a szovjet titkosszolgálat számlájára került, egy részét a feltörekvő harmadik világ befolyásolására fordították, de mindez elenyésző lehetett ahhoz képest, ami magánzsebekbe vándorolt.”

### 2002-től napjainkig

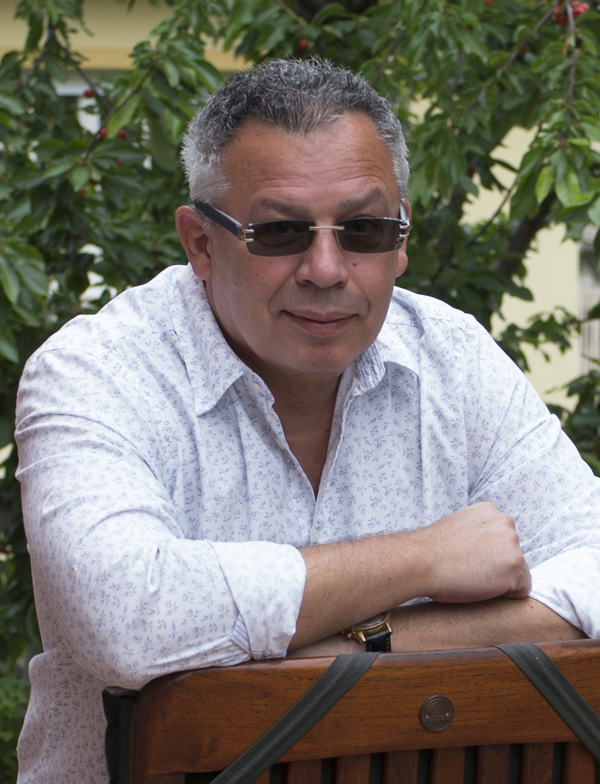
Varga Miklós, az IPM főszerkesztője

Az Interpress Magazin 2002-es újraindulása óta a közérthető ismeretterjesztést tűzte zászlajára, igyekezve feléleszteni a korábban legendásan népszerű lapot. Az első lapszám köszöntőjében Burger István főszerkesztő a következőképp fogalmazta meg a célt: „Kell egy lap, amiben minden benne van, ami fontos lehet, ami építi a szellemet és a lelket egyaránt!”
A lap hasábjain jelen volt a művészet, tudomány, kultúra, történelem, technika- és kultúrtörténet is. Elindult a magazin Pilvax rovata is és Elme-bajnokság néven logikai játékokat is megjelentettek, sőt később versenyeket is szerveztek ezen a néven.
2003 júniusában az alig egy év alatt veszteségbe forduló lap főszerkesztését Vajdics Enikő kiadóigazgató felkérésre Mezővári Gyula vette át, aki a magazin bulvár jelleget háttérbe szorítva a modern ismeretterjesztés magazinjává fejlesztette a lapot, s a kiadóval szorosan együttműködve nyereségessé, és eladhatóvá tette a magazint.  A tulajdonosváltás előtt megvált a laptól.
2009-ben tulajdonosváltás történt. A Word Communications kiadót megvásárolta az új főszerkesztő, Varga Miklós tulajdonában álló Hologram Kft. A kiadó később a MediaCity Kft. nevet vette fel. Az új főszerkesztő elképzelései alapján jelentős változások következtek, melyeknek lényege az volt, hogy a cikkeket már nem csak újságírók írták, hanem az adott témához legjobban értő tudósok, szakemberek. Mivel a témaválasztások a főszerkesztő ötletei alapján történtek, így biztosítva volt a mindig érdekes, friss tartalom. Ennek eredményeként az eladott példányszámot sikerült néhány hónap alatt a duplájára emelni, ami a magyar sajtópiacon nem kis teljesítmény úgy, hogy közben a lap ára is 30%-kal emelkedett. Az IPM még úgy is nyereséges maradt, hogy a hirdetések száma drámai mértékben csökkent, ami főleg annak a kormányzati politikának köszönhető, hogy az állami és az általuk befolyásolható cégek kizárólag a kormány politikáját támogató újságokban vásárolhattak hirdetéseket.
Az azóta is havonta megjelenő magazin tematikájában kiegyensúlyozott arányban szerepel több tudományterület, köztük természettudomány, történettudomány – benne ókori és újkori történelem –, pszichológia, társadalomtudomány, bölcsészettudomány és orvostudomány. A magazin állandó rovataiban jogi kérdésekkel, környezetkultúrával, képzőművészettel, nyelvészettel, infotechnológiával, építészettel illetve a legfrissebb tudományos hírekkel is foglalkozik. A lapban rejtvények is megjelennek, amelyekhez Szmodis Imre, az ismert karikaturista készít rajzokat.
Nagyobb lélegzetvételű és rövidebb cikkek is megjelennek a magazinban, illetve számos sorozatot is követhetnek az olvasók, amelyekben több részben alaposabban megismerkedhetnek egy témával. Ilyenek például az amerikai elnökökről szóló, az oknyomozó újságírás rejtelmeibe bepillantást engedő, vagy a Kádár-rendszer gazdasági lobbijairól szóló sorozatok.
A lapszámok már digitális formában is elérhetők. A magazin jelenlegi olvasottsága nagyjából havonta 60 ezerre tehető.
2015-ben először megjelent az IPM Rejtvénymagazin is, amely évente egyszer megjelenő különkiadás, skandináv rejtvényekkel, sudokuval, logikai fejtörőkkel, amelyeket elismert hazai rejtvénykészítők alkottak. A rejtvények mellett nyereményjátékok és rövid cikkek is helyet kapnak a kiadványban.
Az IPM továbbra is legfőbb céljának tekinti a tudomány megszerettetését és az olvasók tudásának fejlesztését, a fiatalok motiválását a tudományos munka iránt, mindezt lebilincselő, olvasmányos módon.
A főszerkesztő munkája mellett a kiemelkedő teljesítmény Orcifalvi Anna Nóra szerkesztő, Somogyi Nóra képszerkesztő és Takács Adrienne művészeti vezető nélkül nem valósulhatott volna meg.

## Legismertebb szerzők
- Dr. Czeizel Endre genetikus
- Dr. Ranschburg Jenő pszichológus
- Dr. Csányi Vilmos etológus, az MTA rendes tagja
- Dr. Bálint György kertészmérnök
- Ráday Mihály városvédő
- Dr. Lukács Béla fizikus
- Roald Hoffmann Nobel-díjas kémikus
- Grétsy László nyelvész

## Állandó szerzők
- Dr. Benda László külpolitikai szakújságíró
- Brückner Gergely újságíró, a Figyelő rovatvezetője
- Csíki Sándor gasztronómiai szakértő, food stylist
- Fáy Miklós film-, színház-, zenekritikus
- Dr. Grandpierre Attila csillagász, zenész, író
- Dr. Hahner Péter történész, egyetemi docens, a PTE Újkortörténeti Tanszékének vezetője
- Hubai Gergely filmes szakíró, megbízott egyetemi előadó
- Jakabffy Éva pszichológus, filozófus, tudományos újságíró
- Kiss Róbert Richard turisztikai újságíró
- Liptay Éva egyiptológus
- Massimo Polidoro író, újságíró, a CICAP elnöke
- Sümegi András szakíró
- Szendi Gábor pszichológus
- Szita Péter újságíró
- Szöllőskei Gábor filmkritikus
- Dr. Szűts Zoltán médiakutató, egyetemi oktató, a Zsigmond Király Egyetem kommunikáció tanszékének a vezetője
- Tóth Tibor [tiboru] egykori rendőrtiszt, okleveles biztonság- és védelempolitikai szakértő, blogger
- Dr. Ungváry Krisztián történész, egyetemi oktató
- Velti László történész
- Winkler Nóra újságíró
- Dr. Zacher Gábor orvos, toxikológus